# Mount Rabben
Mount Rabben ist ein 1540 m hoher Berg im ostantarktischen Enderbyland. In den Napier Mountains ragt er 3 km nordöstlich des Mount Griffiths auf.
Norwegische Kartografen, die ihn als Rabben (frei aus dem Norwegischen übersetzt Kleine längliche Anhöhe) benannten, kartierten ihn anhand von Luftaufnahmen, die im Rahmen der Lars-Christensen-Expedition 1936/37 entstanden. Das Advisory Committee on Antarctic Names überführte 1970 die Benennung ist Englische. Hintergrund ist die gleichnamige norwegische Benennung für den Gebirgskamm Rabben Ridge der Mayrkette im Königin-Maud-Land.